# Ganību dambis

Ganību dambis est une rue du  district du Nord à Rīga en Lettonie,.

## Présentation
La Ganību dambis traverse les quartiers de Pētersala-Andrejsala, Skanste et Sarkandaugava. 
La rue est le prolongement de la rue Pulkveza Brieza iela, elle commence à l'intersection de la rue Pētersalas iela et de la rue Pulkveža Brieža iela et se termine à l'intersection des rues Dunte iela, Tilta iela et Tvaika iela. 
La Ganību dambis comporte 4 voies sur toute sa longueur, deux dans chaque sens. 
La longueur de la rue est de 2 926 mètres.

## Bâtiments
- Ganību dambis 5 - Ambassade de la république populaire de Chine.
- Ganību dambis 7 - Bâtiment du centre "Ganību dambis" (1913).
- Ganību dambis 24 -  JSC "Dambis"[3]
- Ganību dambis 26 A - Institut de recherche de Riga sur l'instrumentation radio-isotopique.
- Ganību dambis 32 - 1er dépôt de trolleybus
- Ganību dambis 36 – Laboratoire de l'usine diesel de Riga[4],[5]
- Ganību dambis 38 - Laboratoire de l'usine diesel de Riga[6]
- Ganību dambis 53 - Usine Rīgas elektromašīnbūves rūpnīca

## Transport
- Tramway :	 5

## Galerie

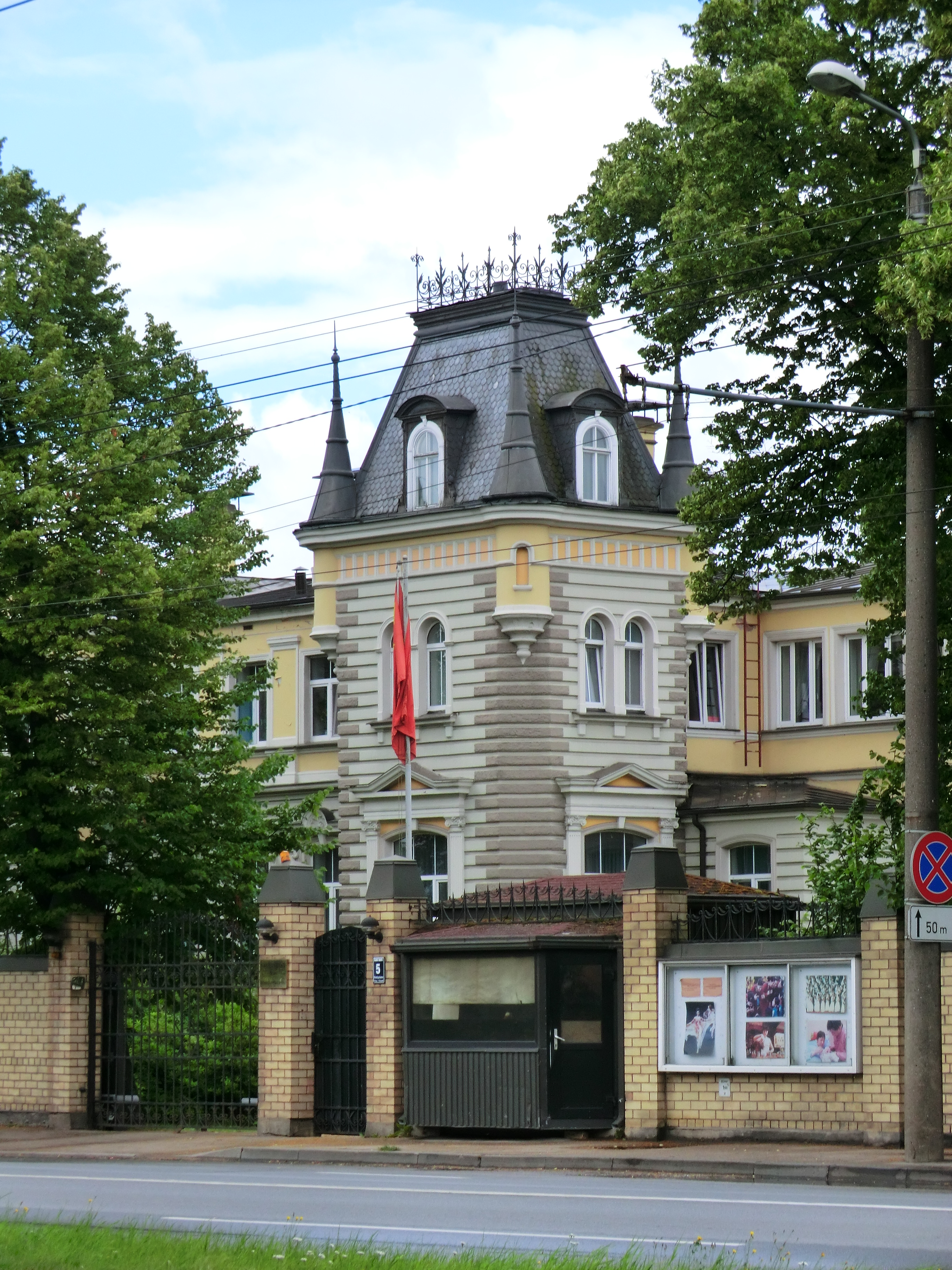
Ganību dambis 5.
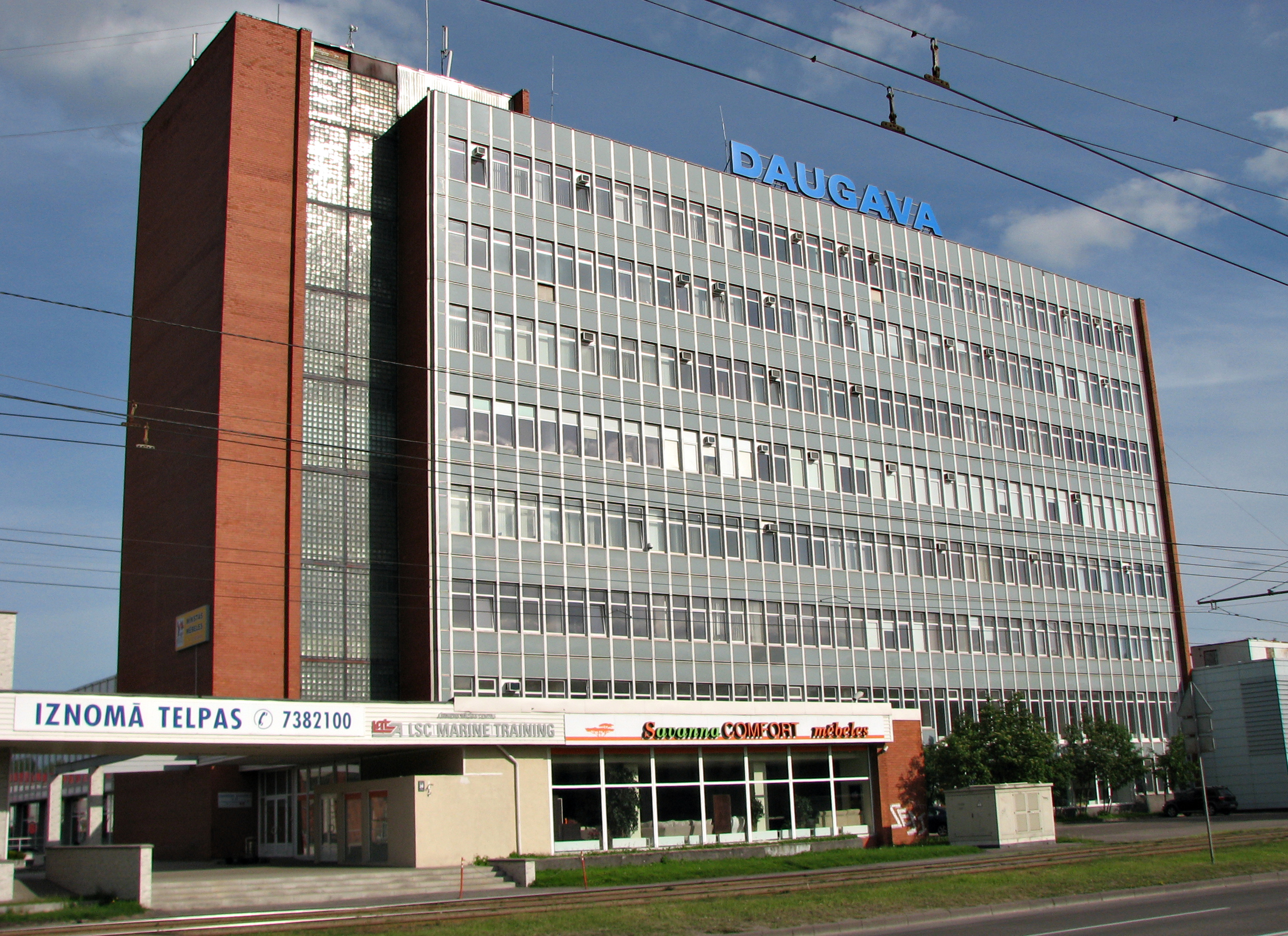
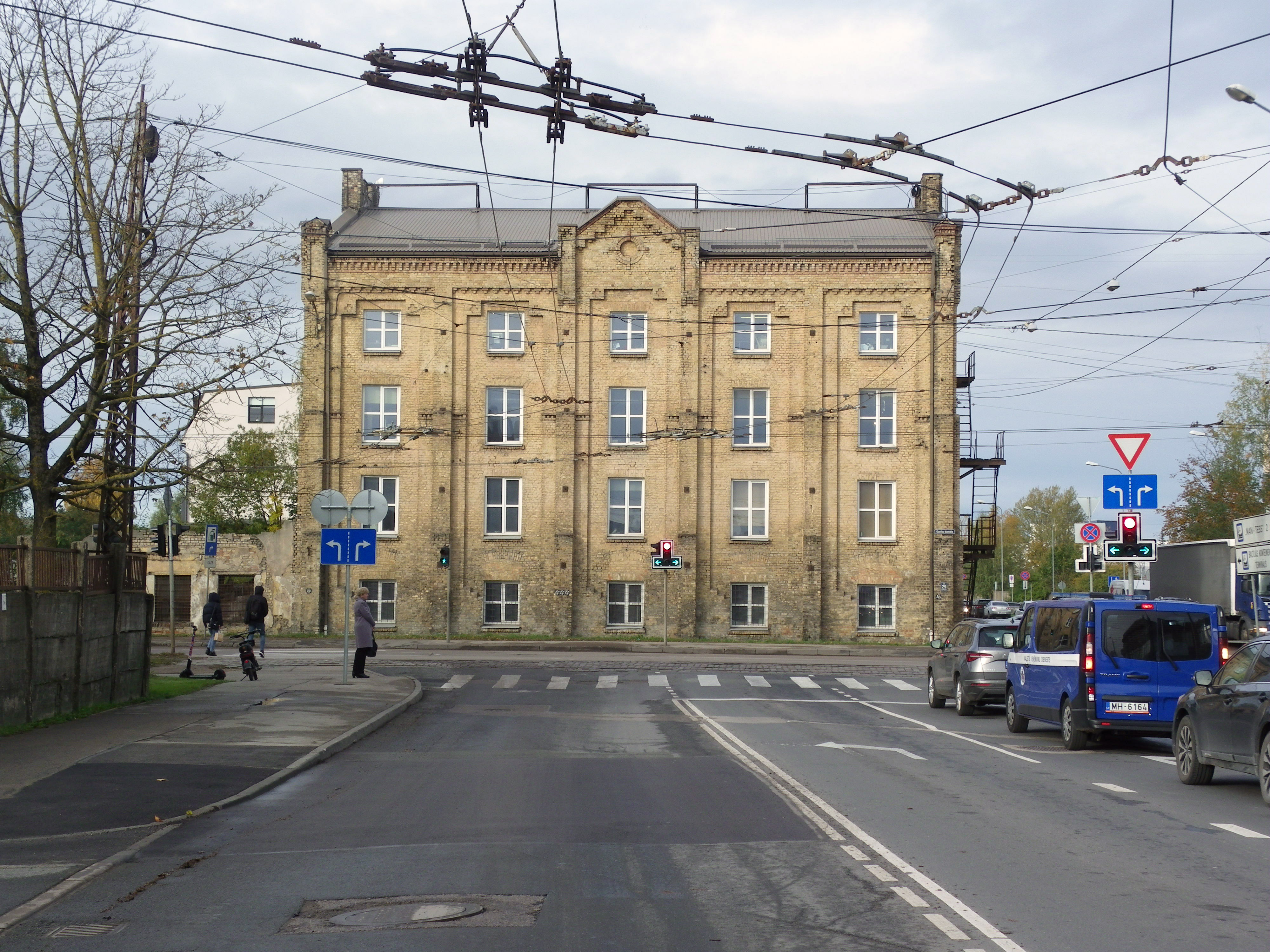
Ganību dambis 29.
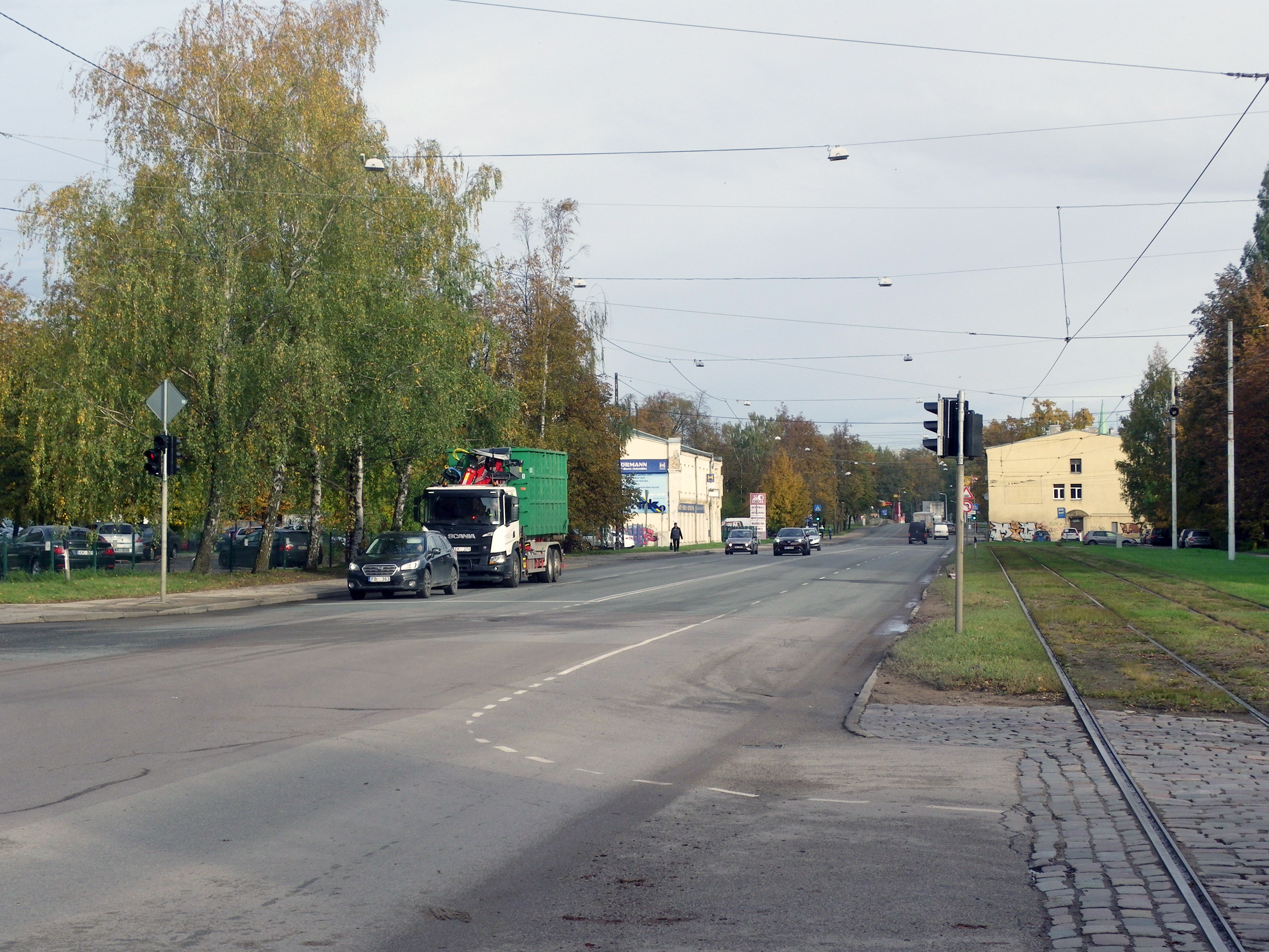
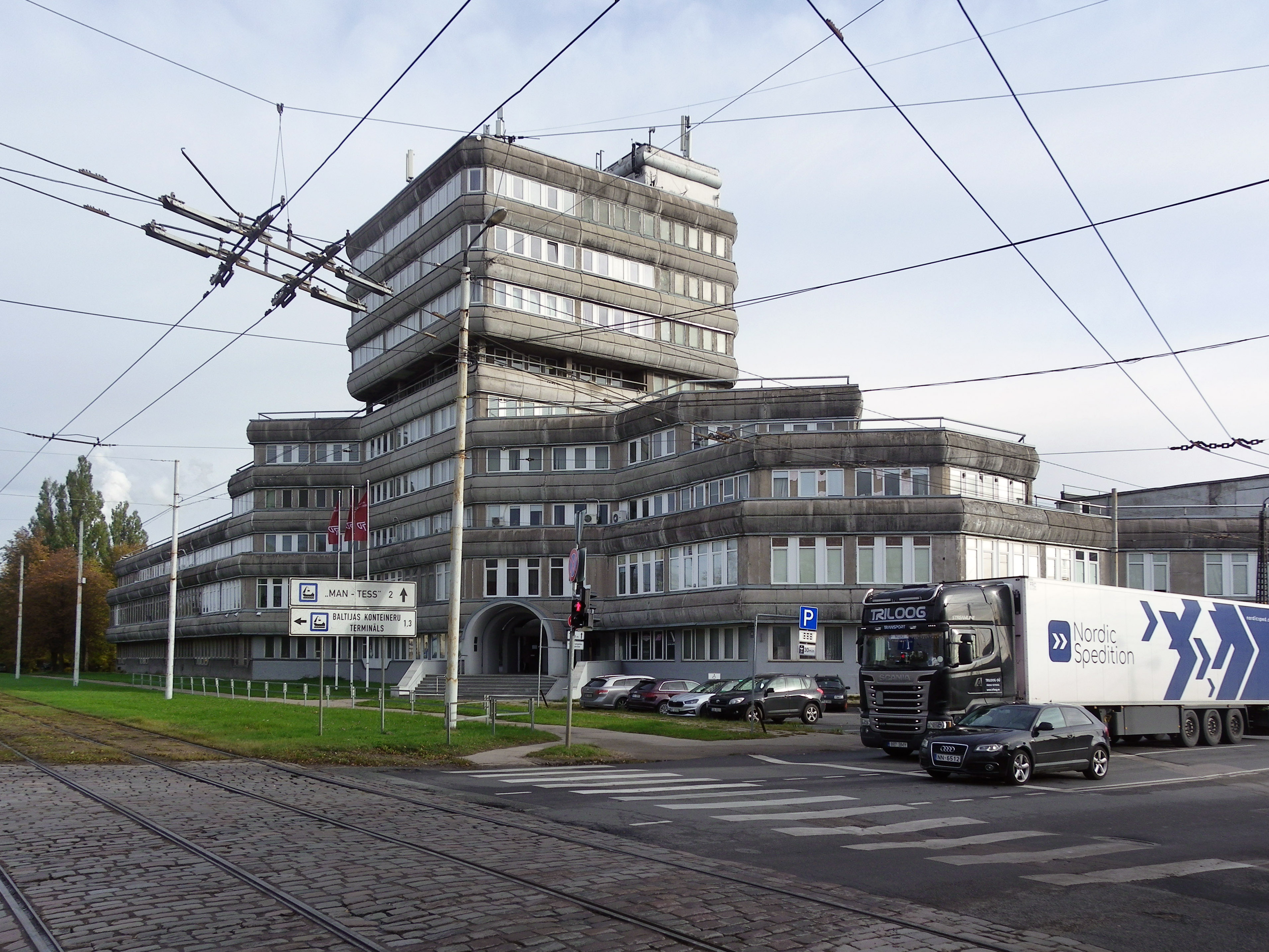
Ganību dambis 36.
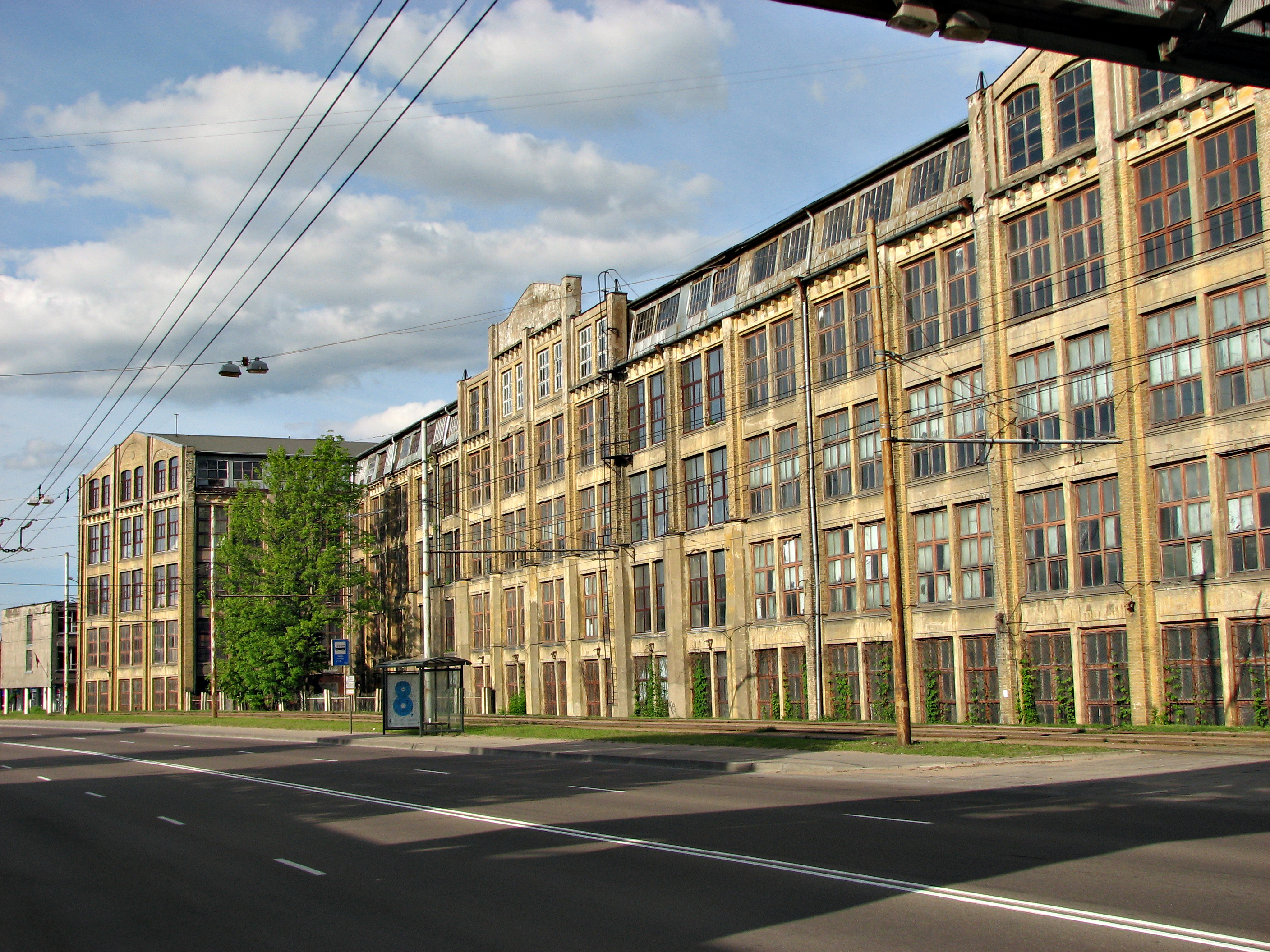
Ganību dambis 53.